# Coenonympha exoculata
Coenonympha exoculata är en fjärilsart som beskrevs av Ribbe 1906. Coenonympha exoculata ingår i släktet Coenonympha och familjen praktfjärilar. Inga underarter finns listade i Catalogue of Life.